# Człowiek z przyszłości
Człowiek z przyszłości (port. O Homem do Futuro) – brazylijski film komediowy z gatunku science fiction z 2011 roku oparty na scenariuszu i reżyserii Cláudio Torresa. Wyprodukowany przez brazylijskie i amerykańskie studio Paramount Pictures. Główne role w filmach zagrali Wagner Moura i Alinne Moraes.
Premiera filmu miała miejsce 2 września 2011 roku w Brazylii.

## Opis fabuły
Akcja filmu rozgrywa się w 2011 roku. Genialny fizyk Zero (Wagner Moura) otwiera portal czasu i przenosi się do roku 1991. Został wtedy odrzucony przez swoją wielką miłość. Chce uchronić samego siebie przed upokorzeniem, które zaważy na jego życiu. Niestety, nie wszystko układa się po jego myśli.

## Obsada
Źródło: Filmweb
- Wagner Moura jako Zero
- Maria Luísa Mendonça jako Sandra
- Fernando Ceylão jako Otávio
- Gabriel Braga Nunes jako Ricardo
- Jean Pierre Noher jako Mayer
- Gregório Duvivier jako Pedestre
- Alinne Moraes jako Helena

i inni